# Coloana lui Arcadius
Coloana lui Arcadius (în turcă Arkadyos Sütunu sau Avrat Taşı) a fost o coloană triumfală romană în Forumul lui Arcadius din Constantinopol, construită la începutul secolului al V-lea d.Hr. Coloana de marmură a fost historiată cu o friză spiralată de reliefuri și a susținut o statuie colosală a împăratului, probabil din bronz, care a căzut în anul 740. Vârful său era accesibil printr-o scară în spirală internă. Doar baza sa masivă de zidărie mai supraviețuiește.
Este cunoscută sub numele de Avret Taş în turcă și este situată pe Haseki Kadın Sokuk în districtul Fatih din Istanbul. Astăzi este în mare parte înconjurată de clădiri moderne.

## Istorie
Coloana și Forumul lui Arcadius se aflau pe al șaptelea deal al Constantinopolului, cunoscut și sub numele de Xerolofos (în greacă Ξηρόλοφος). Construcția coloanei a început după anul 401 pentru a celebra triumful lui Arcadius asupra goților sub conducerea trădătorului magister militum Gaina în războaiele din 399-401. Arcadius a murit în 408, dar coloana a fost finalizată abia în 421, astfel încât Forumul lui Arcadius și Coloana sa au fost uneori menționate sub numele fiului și succesorului său, Teodosiu al II-lea. A fost distrusă în cutremurul din 1719.
Inspirată din Coloana lui Constantin, ridicată în secolul precedent de predecesorul său și fondatorul orașului, Constantin I, Coloana lui Teodosiu a fost înființată de către tatăl lui Arcadius, Teodosiu I, în forum Tauri în anii 380 și urmează tradiția coloanelor triumfale create de Traian și Marcus Aurelius. 
În timpul Imperiului Otoman, monumentul a fost înălțat și măsurat, în secret, de Petrus Gyllius⁠(d) și descris în De Topographia Constantinopoleos et de illius antiquitatibus libri IV. El a descris fusul ca fiind compus din 21 de blocuri mari, din care doar cel de la bază supraviețuiește. Detaliul decorului fusului și al soclului este salvat într-o serie de desene realizate în 1575 și păstrate în Freshfield Album, ținut la Colegiul Trinity, Cambridge. Sculpturile de pe părțile rămase ale structurii au fost în mare parte șterse de foc și eroziune.

## Descriere
Soclul avea în jur de 2 m înălțime și trei trepte, dintre care doar una mai rămâne deasupra solului. Un pedestal de aproape 8 m înălțime, cu cornișă și mulaje în partea de sus și de jos, care probabil erau îndreptate spre Mese odos la sud și ale căror fețe sudice, estice și vestice erau decorate cu reliefuri sculptate în patru registre. Partea de nord, în cea mai mare parte nedecorată și, probabil, îndreptată în partea opusă a Mese, avea o ușă care permitea accesul la scara în spirală din interior. Piedestalul conținea trei încăperi mici, dintre care prima avea o nișă în peretele vestic și era decorată cu o coroană încrucișată. Scara ducea spre o ușă de pe fața sudică a soclului statuii coloanei, care dădea acces la o platformă deasupra capitelului coloanei. Cele patru registre ale reliefului soclului au fost sculptate pe cele patru cursuri de zidărie monolitică. Deasupra cornișei piedestalului era un soclu de două trepte, decorat cu vulturi la colțurile sale, care susțineau ghirlande cu putti deasupra și zei ai râului⁠(d) dedesubt. Deasupra acestuia era un torus sculptat ca o coroană de stejar legată cu un fileu floral care înfățișa măști teatrale și scene mitologice de vânătoare care implică lei, grifoni și păsări. Aceasta a fost baza coloanei în sine. Porțiunea supraviețuitoare a coloanei se termină aici și nimic de mai sus nu mai există.
Fusul coloanei a fost sculptat cu reliefuri care descriu istoria campaniilor împotriva lui Gainas și rebeilor foederati ai săi în perioada 399-401. Registrul sculptural era spiralat în sensul acelor de ceasornic în jurul coloanei până la ovele din partea de sus. Fiecare colț al abacului, pe partea inferioară a capitelului, a fost înfrumusețat cu o Chi-Rho. Luate împreună, fusul, plinta și torul aveau o înălțime de aproximativ 31,92 m. Pe capitel se afla soclul statuii, înalt de aproximativ 4 m, cu ax neted și un „capitel pergam”. Statuia în sine era, probabil, în jur de 8,5 m înălțime și similară cu cea cunoscută a fi fost pe vârful coloanei lui Teodosiu.
Soclul monumentului înfățișa triumful sărbătorit de Arcadius și fratele său și co-împărat Honorius, augustus al Vestului. Deși victoria asupra lui Gainas a fost un succes în jurisdicția estică a lui Arcadius, împărații apar împreună ca egali într-un triumf comun, dar care nu a avut loc niciodată. Cel mai mic dintre cele patru registre de reliefuri înfățișau barbari captivi legați și arme (vest), Victorii care scriau pe scuturi cu captivi (est) și victorii care transportă tropaia⁠(d) și captivi și personificări feminine ale orașelor cărând tribut (sud). Următorul registru arăta victorii cu un trofeu abordat de fiecare parte de soldați romani care conduc captivi (vest), senatori prezentând tributului anual senatorial, aurum oblaticium, împreună cu Tyche din Constantinopol și din Roma, fiecare purtând coroana lor murală (est) și co-împărații în armură, afrontați și ținând globuri cu victorii în picioare deasupra captivilor legați și flancați de rânduri de soldați și oameni de stat (sud). Al treilea registru înfățișa împărații în armură sprijinindu-se pe sulițele lor și ținând globuri, alături de soldați și oficiali (vest), împărații în togă de consul, cu lictori, soldați și oameni de stat (est), și o pereche de victorii în zbor care poartă o coroană de flori în jurul unui Chi-Rho, fiecare alături de un trofeu (sud). Al patrulea registru, cel mai de sus, înfățișa victorii în zbor care țin o coroană de laur care înconjoară o cruce latină, alături de putto, și Soarele și Luna în cvadrige (vest), victorii în zbor care țin o tabula cu o cruce, flancate de putti cu torțe (est), și diverse armuri și arme, împreună cu două bannere Chi-Rho.
 